# زون زيرو (مسلسل)
زون زيرو، هو مسلسل إماراتي عرض في عام 2018.

## الممثلون

### بطولة
- أحمد مال الله في دور «العم فيروز»
- عبد الله بن حيدر في دور «قاعد بن دايم» و«قناص» و«أم خشيم»
- رحاب المهيري في دور «كزبرة» و«شموس»
- أحمد الزرعوني في دور «صبري»

### تمثيل
- عيسى بن عرب في دور «مايد» و«كماشة»
- نواف الشبيلي في دور «نواف»
- أحمد الدوسري في دور «طشونة» و«عيال قاعد»
- سلامة المزروعي في دور «ليلو ليلام»
- مريم الشيباني في دور «مشموم»
- رشا محمد في دور «فيروز» و«موظفة الاستقبال»
- سلطان بن دافون في دور «أريج»
- عمار آل رحمة في دور «عبد الستار»
- مراون قاضي في دور «تبولة» و«د. أبو شقرا»
- عمر بن كردوس في دور «سوزيلا»
- ياسر الشيخ في دور «تاج السر»

### ضيوف الشرف
- شجون الهاجري
- نهى نبيل
- طارق الحربي
- دارين البايض
- محمد الحمدان
- واير ثلاجة
- ألماس
- Daffy & Flipperachi

## الحلقات
| ر. الإجمالي | العنوان                                       | ضيف الشرف              | تاريخ العرض الأصلي |
| --- | --------------------------------------------- | ---------------------- | ------------------ |
| 1 | «ديسباسيتو»                                   | غ/م                    | 16 مايو 2018       |
| تتحمل كزبرة الإرث الذي تركه لها والدها مشموم بن ريحان، وهو فندق «باقيلنا نجمة» حيث أوصاها والدها قبل وفاته بتحقيق حلمه وهو إيصال الفدق للنجمة الخامسة. فترسم كزبرة خطة «دسباسيتو» لتحقق هذا الهدف، ومع قاعد بن دايم الذي يحاول دائما إفشال خططها للاستيلاء على الفندق.                                                                                                 |                                               |                        |                    |
| 2 | «ما شي ماي»                                   | محمد الحمدان (بوحمدان) | 17 مايو 2018       |
| يستضيف الفندق الممثل محمد بو حمدان (بوحمدان)، لكن لسوء حظه يصل للفندق والمياه مقطوعة عنه. فيتدبر صبري مشكلة المياه بطريقة ما تجعل بوحمدان يغسل الصابون الذي تجمد على جسمه، ويخرج من الفندق وهو سعيد إلى أن يحصل له شيء قبل خروجه من باب الفندق. |                                               |                        |                    |
| 3 | «هلو هلووو»                                   | واير ثلاجة             | 18 مايو 2018       |
| يتوه واير ثلاجة ليجد نفسه فجأة في مدينة زون زيرو التي يدخلها للمرة الأولى في حياته، ومن سوء حظه يجد كل خصومه في هذه المدينة، ويتعرض بسببهم للكثير من المواقف التي يحاول الهرب منها، فيلجأ لفندق «باقيلنا نجمة» لشحن هاتفه لطلب العون من أصدقائه، فيتعرض بالفندق للمزيد من المواقف مع الفاشنيستا «ليلو ليلام» عدوته اللدودة التي كانت تقيم بالفندق.                     |                                               |                        |                    |
| 4 | «برغرينو»                                     | غ/م                    | 19 مايو 2021       |
| قبل افتتاح مطعم البرغر الخاص بمايد ونواف بيوم واحد، يكتشفان أنه لا يوجد لديهم لحم. لتحصل لهم أحداث خلال بحثهم عن اللحم الذي يحتاجونه لافتتاح مطعمهم. |                                               |                        |                    |
| 5 | «سكس باك»                                     | دارين البايض           | 20 مايو 2018       |
| يعاني فندق «باقيلنا نجمة» من قلة النزلاء، فيفتتح صالة جيم بالفندق لجذب النزلاء، فيكون نواف النحيف جدا ومايد السمين جدا أول المشتركين فالصالة، لكن ينقصهم المدرب، فلا يجدون أفضل من النزيلة دارين البايض لتدريبهما. |                                               |                        |                    |
| 6 | «لا تقول اسمه»                                | غ/م                    | 21 مايو 2018       |
| يشيع العم قاعد بن دايم بأن إحدى غرف الفندق مسكونة بالجن، و يمنع الجميع من ذكر اسمه حتى لا يظهر لهم، لتأتي عتوقة من شعبية الكرتون وتسكن بتلك الغرفة لتؤكد ما قاله قاعد بن دايم، لتبدأ بعدها كزبرة مالكة الفندق رحلتها لتفنيذ هذه الإدعائات لحماية سمعة فندقها. |                                               |                        |                    |
| 7 | «تُكتَب ولا تُنطق»                               | غ/م                    | 22 مايو 2018       |
| تكتشف كزبرة أن أحد أهم أسباب خلو فندقها هو عدم وجود خدمة الواي فاي به، فتقرر أن تزوده بهذه الخدمة، لتدخل في مشكلة أخرى وهي إدخال كلمات كلمة السر وكتابة الأحرف الإنجليزية التي تكتب ولا تنطق! |                                               |                        |                    |
| 8 | «إيجابيات وبراطم»                             | ألماس                  | 23 مايو 2018       |
| تقرر كزبرة إجراء عملية نفخ شفاف لها، وتقنع بقية نساء زون زيرو بإجراء هذه العملية، ومن ضمنهن الفنانة ألماس التي كانت نزيلة بالفندق بهذا الوقت، تفشل العمليات و تتسبب بتورم شفافهن ما يتسبب في اختباءهن بجناح ألماس إلى أن تعود شفاههن لحالتها الطبيعية، بينما تقع ألماس بمشكلة أخرى، أن لديها حفلة في عمان بعد أيام!                                                    |                                               |                        |                    |
| 9 | «Friday 13»                                   | طارق الحربي            | 24 مايو 2018       |
| من سوء حظ الممثل طارق الحربي أنه وصل لفندق باقيلنا نجمة بيوم الجمعة 13، وهما اليوم والتاريخ اللذين يصادفان حصول أحداث مشابهة لما حصل في فيلم فرايدي 13 الأمريكي بالفندق، ما يجعل طارق يقع ضحية لهذه الأحداث. |                                               |                        |                    |
| 10 | «DJ tamboora»                                 | Daffy & Flipperachi    | 25 مايو 2018       |
| يصل الفنانين دافي وفليبراتشي إلى فندق «باقيلنا نجمة» للإقامة به، يراهما العم فيروز عازف الطمبورة بصالة الفندق، فيعتقد أن أيامه أصبحت معدودة، و أنه سيطرد ويعين هذين الفنانين بمكانه، فيقرر أن يمللهم من الفندق حتى لا يفقد مصدر رزقه بعد أن هددته كزبرة بالطرد. هنا يقرر دافي وفليبراتشي مساعدته لتطوير موسيقاه والمزج بين التراث والحداثة للإبقاء على وظيفته بالفندق. |                                               |                        |                    |
| 11 | «عصير نبج»                                    | غ/م                    | 26 مايو 2018       |
| يقوم الولد مشموم ومساعدته شموس بابتكار مشروب صحي ويقومان بالبحث عمن يدعم وينتج هذا المشروع، لكنهما لا يجدان أي مساعدة من المحيطين بهما، بل تسرق حقوق ابتكارهم، لكنهما لا يفقدان الأمل ويواصلان مشوارهم في ابتكار مشروب آخر يجعل الجميع يصفق لهما بالنهاية. |                                               |                        |                    |
| 12 | «الفيديو الترويجي»                            | غ/م                    | 27 مايو 2018       |
| 13 | «إيميج كونسلطانط»                             | شوجي                   | 28 مايو 2018       |
| خلال تواجد الفنانة شوجي في زون زيرو، تحاول مساعدة أهاليها بتقديم استشارات (إيميج كونسيلتانت) توضح لهم أهمية اللبس والوقفة والإبتسامة بالصورة للترويج لأنفسهم ولمواهبهم بمواقع التواصل الإجتماعي، حيث تجري مواقف بينها وبين العم فيروز ومايد ونواف في هذا الشأن، لكن الغلبة بالنهاية ستكون لاستشارات ضيف آخر سيصل لزون زيرو.                                            |                                               |                        |                    |
| 14 | «المعاريس-Bride and groom»                    | غ/م                    | 29 مايو 2018       |
| تتفاءل كزبرة بالعرس الذي سيقام بقاعة الفندق أخيرا، حيث أن المعاريس سيقومون بالتصوير ونشر هذه الفيديوات بمواقع التواصل الإجتماعي ما سيعطيها إعلانا مجانيا للفندق كانت تبحث عنه، بدلا من أن يكون العرس نعمة سيتحول إلى نقمة عليها بسبب قاعد بن دايم وأولاده الصغار. |                                               |                        |                    |
| 15 | «شنطة الملكة اليزابيث - Queen Elizabeths Bag» | نهى نبيل               | 30 مايو 2018       |
| تصل الفاشنيستا نهى نبيل إلى الفندق في مهمة سرية، وهي إيجاد حقيبة الملكة إليزابيث التي نستها بالفندق قبل سنوات طويلة لتضمها إلى مجموعة حقائبها. |                                               |                        |                    |